# Бернадот, Карл
Карл, принц Бернадот ((швед. Carl Bernadotte), при рождении Карл Густав Оскар Фредерик Кристиан Шведский (швед. Carl Gustaf Oscar Fredrik Christian av Sverige)), 10 января 1911, Стокгольм, Швеция — 27 июня 2003, там же) — шведский принц из династии Бернадотов, герцог Эстергётландский, сын Карла, герцога Вестергётландского и Ингеборги Датской, племянник короля Густава V, после заключения морганатического брака отказался от титула и права наследования престола. Королём Бельгии Леопольдом III ему был присвоен титул принца Бернадота.

## Биография

### Ранняя жизнь
Принц Карл Густав Оскар Фредерик Кристиан Шведский, герцог Эстергётландский родился 10 января 1911 года в Стокгольме. Его родителями были принц Карл Шведский, сын покойного к тому времени короля Оскара II и Софии Нассауской, и Ингеборга Датская, дочь короля Дании Фредерика VIII и Луизы Шведской. У него было три старшие сестры: Маргарита, в браке с принцем Акселем Датским, Марта, супруга наследника норвежского престола Улафа и Астрид, королева Бельгии и супруга короля Леопольда III, погибшая в 1935 году в автокатастрофе в Швейцарии.

Герб принца Карла в 1911—1937 годах.

При рождении принц был пятым в линии наследования престола Швеции. Окончив школу в Стокгольме, принц выучился на переводчика испанского языка и получил степень в области бизнеса. Служил офицером в двух кавалерийских полках, работал в шведской страховой компании. Умея водить автомобиль, принц несколько раз был оштрафован за неправильное вождение. В 1933 году Карл отправился в кругосветное путешествие, одним из пунктов которого было посещение Королевства Нидерландов. В следующем году было высказано предположение, что принц Карл мог бы стать мужем наследницы нидерландского престола принцессы Юлианы по причине не слишком большого числа протестантских принцев. Шли переговоры между обеими сторонами, но брак так и не состоялся.

### Браки и последующая жизнь
В 1937 году Карл женился на шведской графине Эльзе ван Росет, которая была на семь лет его старше. Перед свадьбой, 30 июня, жених официально отказался от своего титула и права на наследование шведского престола и стал именоваться «господин Бернадот». На свадебных торжества, состоявшихся 6 июля в Квиллинге, Швеция, присутствовали родители жениха и кронпринц Густав с супругой Луизой. В день свадьбы Карл получил от своего зятя короля Бельгии Леопольда III титул «принца Бернадота». После свадьбы Карл и Эльза стали проживать в Стокгольме. В браке родилась одна дочь
- графиня Мадлен Ингеборга Элла Астра Эльза ван Росет (род. 1938) — в первом браке за Карлом Альбертом Улленсом, четверо детей, во втором браке за Ником Элетериусом Когевинас, одна дочь[2].

В 1951 году супруги развелись.

Принц Карл вместе с третьей супругой принцессой Кристиной

В 1940—1950-х годах принц работал в качестве торгового посла в бельгийском Конго. Он приобрел репутацию плейбоя, его часто видели в обществе Аристотеля Онассиса. В 1954 году Карл женился во второй раз на Анне Маргерет Ларссон. В 1957 году произошел скандал, в котором был замешан Карл. Богатая шведская женщина Флоренс Стивен объявила себя незаконнорождённой дочерью короля Оскара II, деда Карла. Сам Карл часто бывал в обществе Флоренс, и она была намерена завещать ему свою усадьбу Хусеби. После этого Карл вместе с Берлом Гуттенбергом были обвинены в краже денег Флорес Стивен. Было начато полицейское расследование, в ходе которого принца и Берла Гуттенберга оправдали, однако пресса настолько унизила принца, что ему пришлось навсегда покинуть Швецию. Он уехал в Испанию.
В 1961 году супруги развелись. У Карла начались отношения с Кристиной Ривелсруд, дочерью работника сельского хозяйства. Она была на 21 год младше Карла и работала на фирме, которая принадлежала племяннице Карла принцессе Рангхильде Норвежской и её мужу. Они поженились в 1978 году в шведском посольстве в Марокко в городе Рабате. Проживали супруги на вилле Каприкорно в городе Малага на юге Испании. Супруги занимались садоводством, участвовали в благотворительности, направляя деньги в шведскую диаспору на юге Испании. Своё 90-летие принц праздновал в Осло в окружении своих родственников. Умер в своем доме в Малаге 27 июля 2003 года в возрасте 93 лет. Третья супруга Карла умерла 4 ноября 2014 года там же.